# Công dân danh dự Hoa Kỳ

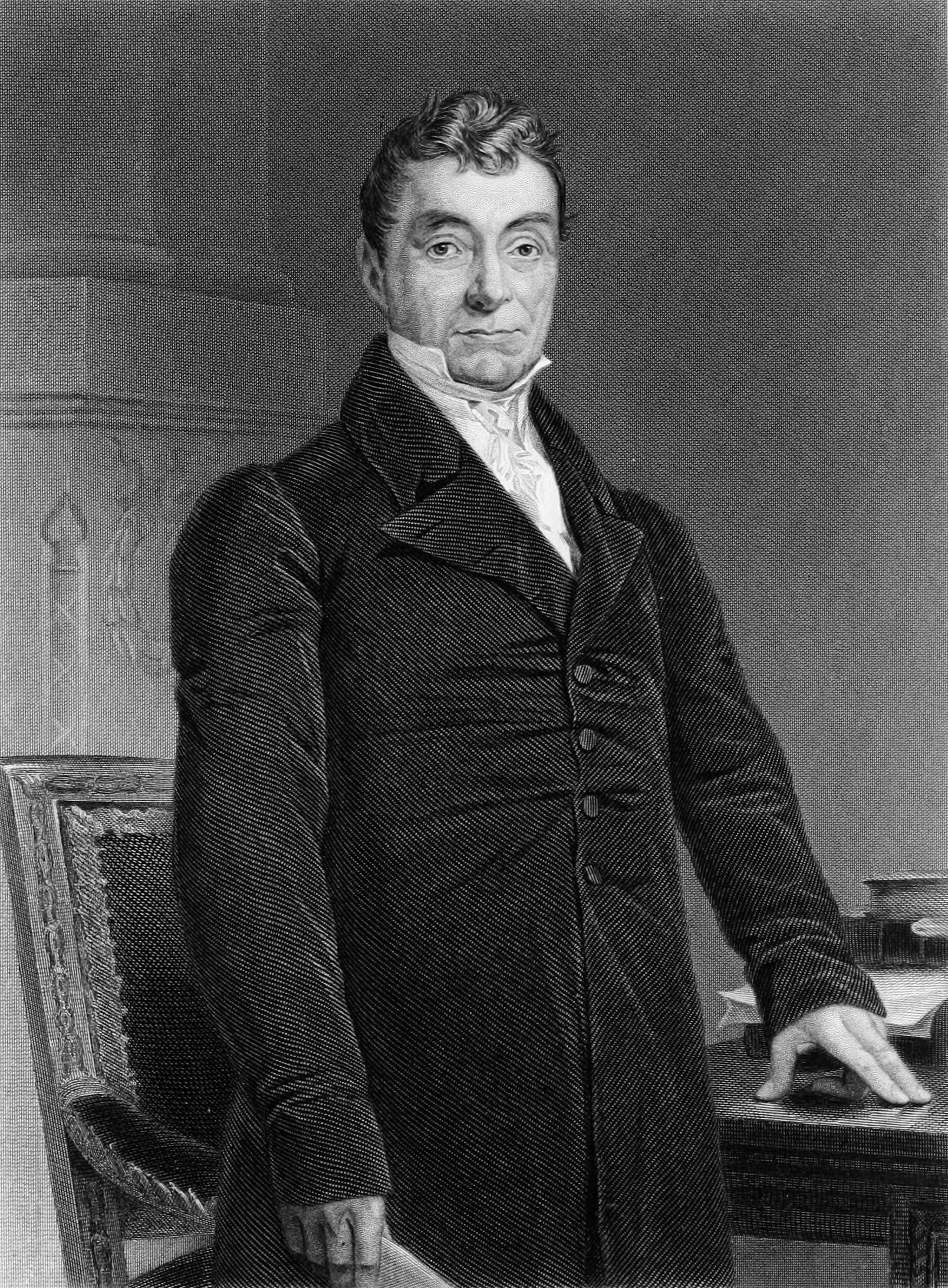
Hầu tước Lafayette, người hai lần được công nhận Công dân danh dự Hoa Kỳ

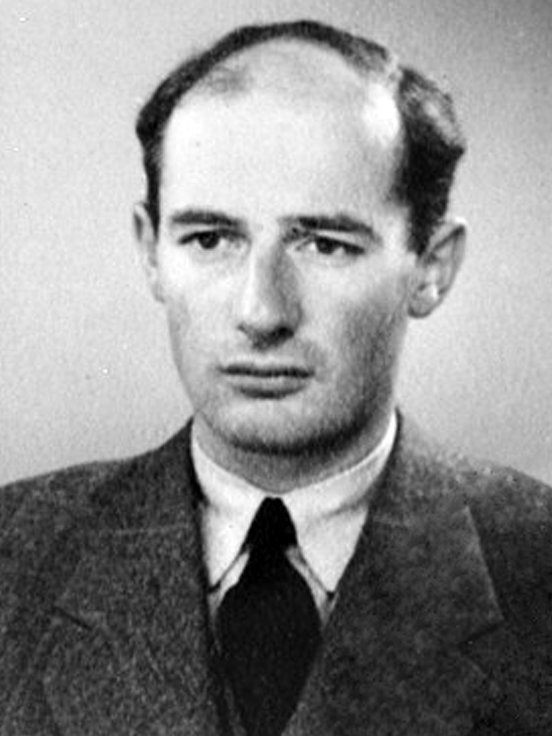
Raoul Wallenberg, nhà ngoại giao Thụy Điển, nhận vinh dự công dân danh dự Hoa Kỳ năm 1963

Một người không phải là công dân Hoa Kỳ với thành tích vượt bậc có thể được công nhận là Công dân danh dự Hoa Kỳ bởi một Luật của Quốc hội, hoặc bởi sự công bố của Tổng thống Hoa Kỳ theo sự chấp thuận của Quốc hội. Tính đến năm 2008, có sáu người nhận được vinh dự này. Người thứ 7 đã được toàn thể Thượng viện chấp thuận, đang chờ Hạ viện biểu quyết và Tổng thống ký. Trong số những người đó, chỉ có ba người được vinh hạnh nhận trong lúc họ còn sống. Danh tính những người đó như sau:
- Hầu tước Lafayette, một quý tộc người Pháp, là sĩ quan trong cuộc Cách mạng Hoa Kỳ. Lafayette được nhận vinh dự này hai lần, lần thứ nhất vào năm 1824 khi ông còn sống, lần thứ hai vào năm 2002.[1]
- Winston Churchill, Thủ tướng Anh trong Đệ Nhị Thế Chiến, năm 1963.
- Raoul Wallenberg, nhà ngoại giao Thụy Điển đã cứu người Do Thái trong thời Holocaust, nhận năm 1981, sau khi mất.
- William Penn, địa chủ và Thống Đốc thuộc địa Pennsylvania vào thế kỷ 17 và 18, nhận năm 1984, sau khi chết.
- Hannah Callowhill Penn, vợ thứ hai của Thống Đốc William Penn và là Hội đồng Hành chính của Pennsylvania, nhận năm 1984, sau khi chết.
- Mẹ Teresa, nữ tu Công giáo người Albania, người đã sáng lập Hội Truyền giáo Bác Ái tại Ấn Độ, nhận năm 1996.[2]
- Casimir Pulaski (1745–1779), nhận năm 2009, sau khi mất.

Trong trường hợp của Hầu tước La Fayette, người gần đây nhất được nhận công dân danh dự (tính đến cuối năm 2008), vinh dự này được ban trực tiếp từ một Luật của Quốc hội. Mẹ Teresa cũng nhận tương tự như vậy. Trong những trường hợp trước, Quốc hội thông qua một đạo luật cho phép Tổng thống ban quyền công dân danh dự này qua một công bố.
Kazimierz Pułaski, một đại tướng người Ba Lan, đã chiến đấu trong cuộc Cách mạng Hoa Kỳ, đang trong tiến trình được vinh danh. Ngày 19 tháng 3 năm 2007, Thượng viện đã bỏ phiếu tuyệt đối thông qua. Hiện nay vẫn chờ quyết định của Hạ viện và phê chuẩn của Tổng thống.
Vào tháng 2 năm 2007, một hãng thông tấn loan tin Dân Biểu Steve Israel đã đệ trình một dự luật xin ban vinh dự công dân danh dự Hoa Kỳ cho Anne Frank, gia đình cô đã bị từ chối không cho tỵ nạn tại Hoa Kỳ trong thời Chiến tranh thế giới thứ hai. Dân Biểu Israel nói rằng Anne Frank "là đại diện của một triệu rưỡi trẻ em Do Thái đã bị giết trong nạn diệt chủng vì bị từ chối không cho rời mảnh đất cuối cùng của thế giới. Đối với nhiều độc giả đã đọc nhật ký của Anne Frank, cô là biểu tượng của lòng can đảm và hy vọng, và là mối liên hệ cá nhân với thảm họa diệt chủng thương tâm." 
Một công dân danh dự Hoa Kỳ không nhất thiết phải có cùng quyền hạn như một công dân Hoa Kỳ bình thường. Ví dụ, điều 7 FAM 1172 trong cẩm nang ngoại giao của Bộ Ngoại giao Hoa Kỳ nói rõ rằng công dân danh dự Hoa Kỳ không được phép mang hộ chiếu Hoa Kỳ. Cho đến lúc này, không ai rõ công dân danh dự Hoa Kỳ có được quyền hạn gì.
Ngoài ra xin đừng lẫn lộn giữa công dân danh dự Hoa Kỳ với quyền công dân hay thường trú nhân được ban cho qua một dự luật cá nhân. Những dự luật cá nhân, trong những trường hợp hiếm hoi, được dùng để cứu những cá nhân thường trong những trường hợp tỵ nạn. Những dự luật này cũng được thông qua bởi Quốc hội và ký thành luật bởi Tổng thống. Một trong những trường hợp như vậy đã ban cho Elian Gonzalez quyền công dân Hoa Kỳ, được đề nghị vào năm 1999, nhưng không được áp dụng..

## Công dân danh dự của tiểu bang và các đô thị tự quản
Trong một chương trình truyền hình định kỳ trên The Late Late Show đã làm phóng sự về tiến trình xin quyền công dân danh dự của Craig Ferguson, người hướng dẫn chương trình truyền hình này, tại các thành phố và tiểu bang. Rất nhiều thống đốc và thị trưởng đã trao cho Craig Ferguson quyền công dân danh dự. Tuy nhiên, xin đừng coi trọng cuộc vận động này, vì theo chương trình truyền hình này, "công dân danh dự chỉ là điều vô nghĩa." Tuy nhiên, Ferguson đã nhận được quyền công dân Hoa Kỳ qua cách thông thường là nhập tịch vào năm 2008.